# Le Tigre
Le Tigre (укр. Тигр; англ. «The Tiger»; французька вимова: [ lə tiɡʁ ]; фр. «Тигр») — американський електронний рок-гурт, створений Кетлін Ханною (з Bikini Kill), Джоанною Фейтман і Седі Беннінг у 1998 році в Нью-Йорку. Беннінг пішла у 2000 році, і її замінила Джей Ді Самсон до кінця існування групи. Le Tigre відомі своїми лівими соціально-політичними текстами, які часто стосувалися питань фемінізму та ЛГБТК+ спільноти. Вони змішали панк-направленність і політику з грайливими семплами, електричним попом і lo-fi електронікою. Гурт також додавав елементи мультимедіа та мистецтва перформансу до своїх концертів. Починаючи з 2006 року гурт перебуває у творчій відпустці.

## Історія

### 1998-2000: Формування

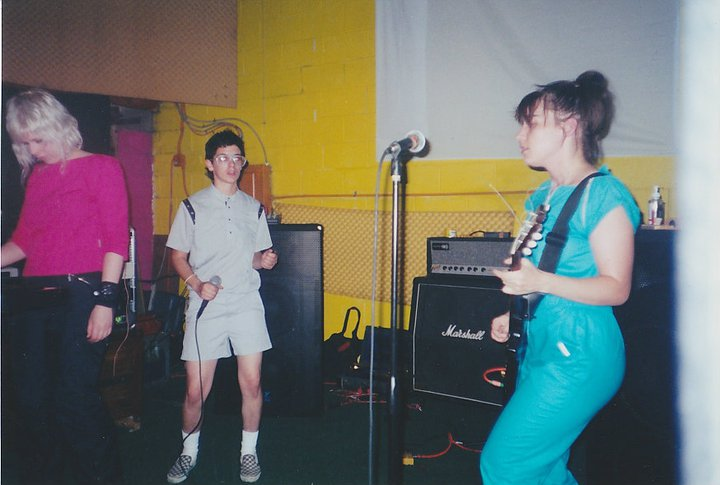
Le Tigre лайв в Індіанаполісі, 2000 рік

Після розпаду Bikini Kill у 1998 році Кейтлін Ханна випустила сольний альбом під назвою Julie Ruin і переїхала до Нью-Йорка, де хотіла виконувати пісні альбому наживо. Не бажаючи виконувати матеріал сама, вона залучила Джоанну Фейтман, яку Ханна знала з часів зустрічі на одному з концертів Bikini Kill. Сейді Беннінг, яка допомогла Ханні створити музичне відео на пісню «Aerobicide» Julie Ruin, також приєдналася, щоб допомогти з візуальними елементами та скласти музику у придатний для виконання матеріал.
Назву для групи вони взяли від однієї з багатьох гіпотетичних груп, створених Ханною приблизно в 1994 році.
Гурт підписав контракт з Mr. Lady Records, з власниками якого Ханна та Фейтман познайомилися, коли були в Портленді. Ханна назвала підписання "логічним вибором" через більшу політичну прихильність лейблу щодо своїх музичних релізів.
Перший альбом гурту Le Tigre, вийшов у жовтні 1999 року. Оригінальні живі виступи гурту складалися з музичного виконання Ханни, Фейтман, Беннінг разом із Джей Ді та роуді (технік), якого вони зустріли у вересні 1999 року, який вручну керував слайд-шоу і усім візуальним рядом до своєї музики, оскільки група не могла дозволити собі проектор на той час.

### 2000-2004: Зміна складу групи та запис другого альбому
У 2000 році Беннінг покинула гурт. Оскільки гурт уже був у місячному турі, вони попросили Джей Ді замінити її під час живих виступів. Гурт уже розглядав можливість збільшення участі Самсон як, можливо, дублерної співачки чи танцівниці, тому попросили її стати офіційним учасником. Ханна зауважила, що "Джей Ді додала незаперечного чуття та харизми живому шоу та почала гастролювати та записувати, як риба у воді".
У жовтні 2001 року група випустила свій другий альбом «Feminist Sweepstakes».
У 2003 році Le Tigre співпрацювали із Chicks on Speed над кавер-версією пісні Tom Tom Club «Wordy Rappinghood» з їх альбому «99 Cents» разом з іншими виконавцями, такими як Місс Кіттін, Кевін Блічдом, ADULT, Нікола Куперус і Тіна Веймут з Tom Tom Club. Обкладинка стала помірним танцювальним хітом у Європі, досягнувши п'ятого місця в Belgian Dance Chart і шістдесят шостого місця в UK Singles Chart.

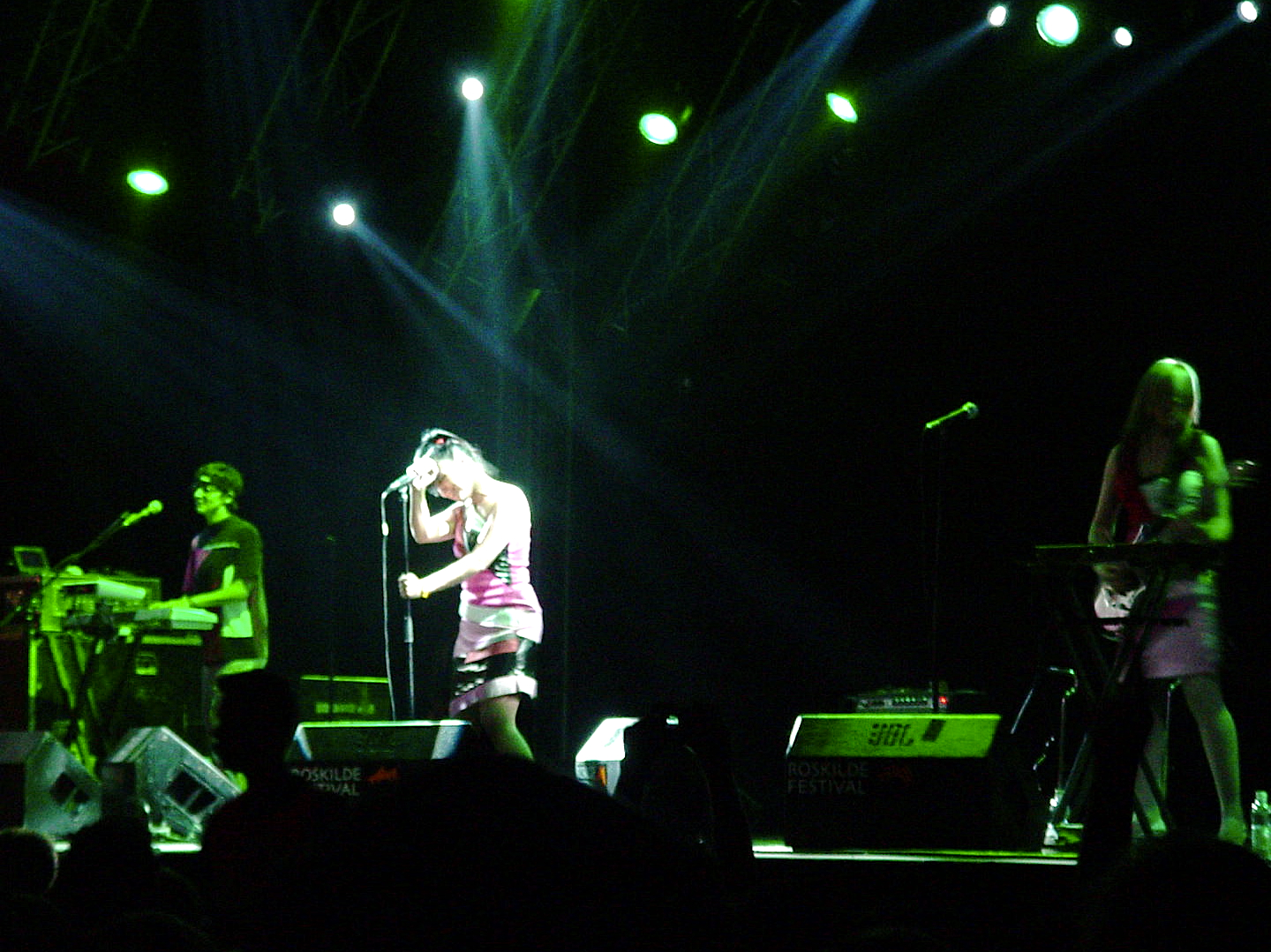
Le Tigre в Роскілле, Данія 2005 рік

### 2004-2007: Угода з великим лейблом, дебютний альбом і вигорання
У березні 2004 року Le Tigre підписали контракт зі Strummer, дочірньою компанією великого лейблу Universal Records, Кетлін Ханна назвала цей крок переломом для гурту, який був на крок від розпаду через виснаження. У червні 2004 року Mr. Lady Records закрився, і гурт почав перевидавати свій попередній каталог під власним лейблом Le Tigre Records, який розповсюджував Touch & Go Records.
У жовтні 2004 року вони випустили свій дебютний альбом для великого лейбла «This Island». Альбом мав помірний успіх, продавши понад 90 000 копій у США.
У серпні 2007 року в гурті була "тривала перерва" через те, що гурт вигорів у турі This Island, а учасники гурту хотіли "займатися своїми справами".

### 2010-теперішній час: Невелике повернення та випуск "особливої пісні"
У 2010 році Le Tigre ненадовго повернулися після перерви, щоб продюсувати пісню Крістіни Агілери «My Girls» з її шостого студійного альбому «Bionic».
Учасниці Le Tigre Джей Ді Самсон і Джоанна Фейтман співпрацювали з російськими активістами Pussy Riot під час концерту, організованого Vice у 2014 році, виконавши пісню «Deceptacon». Пізніше, у 2015 році, вони возз’єдналися з Pussy Riot, щоб записати пісню та відео для серіалу Netflix «Картковий будинок».
У вересні 2016 року гурт оголосив про возз’єднання, щоб випустити «особливу пісню», 19 жовтня 2016 року гурт випустив пісню під назвою «I'm With Her» і супровідне відео, щоб висловити свою підтримку кандидата в президенти від Демократичної партії 2016 року Гілларі Клінтон.
У грудні 2021 року гурт оголосив, що збирається зіграти на фестивалі This Ain't No Picnic Festival у 2022 році.

## Дискографія

### Альбоми
- Le Tigre (1999)
- From the Desk of Mr. Lady (2001)
- Feminist Sweepstakes (2001)
- This Island (2004)
- Le Tigre Live! (2012)

### EP
- From the Desk of Mr. Lady (2000), Mr. Lady Records
- Remix (2003), Mr. Lady Records
- Morning Becomes Eclectic (KCRW Live) (2005), Universal Records
- Standing In The Way Of Control (2005) EP, випущений разом з The Gossip на Kill Rock Stars
- This Island Remixes Volume 1 (2005) EP, Chicks On Speed Records
- This Island Remixes Volume 2 (2005) EP, Chicks On Speed Records
- This Island Remixes (2005) EP, Chicks On Speed Records

### Сингли
- Hot Topic (1999) Wiiija Records
- New Kicks (2004) Universal Records
- TKO (2004) Universal Records
- After Dark (2004) Universal Records

### Участь
- Wordy Rappinghood (2003), гурт Chicks on Speed
- We R the Handclaps (2005), гурт Junior Senior
- Sisters O Sisters (2007), співачка Йоко Оно